# 東俊希
東 俊希（ひがし しゅんき、2000年7月28日 - ）は、愛媛県大洲市出身のプロサッカー選手。Jリーグ・サンフレッチェ広島所属。ポジションはミッドフィールダー（MF）。

## 来歴

### クラブ
サンフレッチェ広島ユース在籍中の2018年よりトップチームに2種登録され、同年8月22日の天皇杯3回戦、名古屋グランパス戦でトップチームデビューした。同年9月にはプロ契約を締結。
2019年3月12日、ACL第2節のメルボルン・ビクトリーFC戦でプロ入り初得点を決めた。4月23日、ACL第4節の大邱FC戦でプロA契約を達成した。
2020年10月3日、第20節のサガン鳥栖戦でJ1初ゴールを決めた。

### 代表
2018年、AFC U-19選手権の代表に選出された。10月28日、準々決勝のU-19インドネシア戦ではミドルシュートを決めてFIFA U-20ワールドカップの出場権獲得に貢献した。

## 所属クラブ
- 喜多サッカースポーツ少年団（大洲市立喜多小学校）
- FCゼブラ（大洲市立大洲北中学校）
- サンフレッチェ広島F.Cユース（広島県立吉田高等学校→並木学院高等学校）
  - 2018年  サンフレッチェ広島F.C（2種登録選手）
- 2019年 -  サンフレッチェ広島F.C

## 個人成績
| 国内大会個人成績 | 国内大会個人成績 | 国内大会個人成績 | 国内大会個人成績 | 国内大会個人成績 | 国内大会個人成績 | 国内大会個人成績 | 国内大会個人成績 | 国内大会個人成績 | 国内大会個人成績 | 国内大会個人成績 | 国内大会個人成績 |
| 年度             | クラブ           | 背番号           | リーグ           | リーグ戦         | リーグ戦         | リーグ杯         | リーグ杯         | オープン杯       | オープン杯       | 期間通算         | 期間通算         |
| 年度             | クラブ           | 背番号           | リーグ           | 出場             | 得点             | 出場             | 得点             | 出場             | 得点             | 出場             | 得点             |
| 日本             | 日本             | 日本             | 日本             | リーグ戦         | リーグ戦         | リーグ杯         | リーグ杯         | 天皇杯           | 天皇杯           | 期間通算         | 期間通算         |
| ---------------- | ---------------- | ---------------- | ---------------- | ---------------- | ---------------- | ---------------- | ---------------- | ---------------- | ---------------- | ---------------- | ---------------- |
| 2018             | 広島             | 41               | J1               | 1                | 0                | 0                | 0                | 1                | 0                | 2                | 0                |
| 2019             | 広島             | 24               | J1               | 11               | 0                | 2                | 0                | 3                | 2                | 16               | 2                |
| 2020             | 広島             | 24               | J1               | 33               | 1                | 1                | 0                | -                | -                | 34               | 1                |
| 2021             | 広島             | 24               | J1               | 35               | 3                | 4                | 0                | 1                | 0                | 40               | 3                |
| 2022             | 広島             | 24               | J1               | 19               | 0                | 8                | 2                | 3                | 1                | 30               | 3                |
| 2023             | 広島             | 24               | J1               | 33               | 2                | 4                | 0                | 2                | 0                | 39               | 2                |
| 2024             | 広島             | 24               | J1               | 38               | 2                | 6                | 2                | 3                | 0                | 47               | 4                |
| 通算             | 日本             | 日本             | J1               | 170              | 8                | 25               | 4                | 13               | 3                | 208              | 15               |
| 総通算           | 総通算           | 総通算           | 総通算           | 170              | 8                | 25               | 4                | 13               | 3                | 208              | 15               |

- 2018年は2種登録選手

| 国際大会個人成績 | 国際大会個人成績 | 国際大会個人成績 | 国際大会個人成績 | 国際大会個人成績 |
| 年度             | クラブ           | 背番号           | 出場             | 得点             |
| AFC              | AFC              | AFC              | ACL              | ACL              |
| ---------------- | ---------------- | ---------------- | ---------------- | ---------------- |
| 2019             | 広島             | 24               | 6                | 1                |
| 通算             | AFC              | AFC              | 6                | 1                |

その他の国際公式戦
- 2019年
  - AFCチャンピオンズリーグ・プレーオフ 1試合0得点

出場歴
- 2018年8月22日 - 公式戦初出場（天皇杯3回戦） - 名古屋グランパス戦（エディオンスタジアム広島）

## タイトル

### クラブ
サンフレッチェ広島ユース
- 高円宮杯 JFA U-18サッカープレミアリーグ WEST（2018年）
- 高円宮杯 JFA U-18サッカープレミアリーグ ファイナル（2018年）

### 代表
広島県選抜
- 国民体育大会サッカー競技（2016年）

## 代表歴
- U-15日本代表
  - COPA UC 2016（2016年）
  - AFC U-16選手権2016 (予選)（英語版）（2016年）
- U-18日本代表
  - 第24回リスボン国際トーナメントU-18（2018年）
- U-19日本代表
  - U-19インターナショナル・トーナメント（2018年）
  - AFC U-19選手権（2018年）
- U-20日本代表
  - FIFA U-20ワールドカップ（2019年）
- U-22日本代表
  - キリンチャレンジカップ（2019年）
- U-23日本代表
  - JFA夢フィールドキャンプ（2020年）